# George Miller (Politiker)

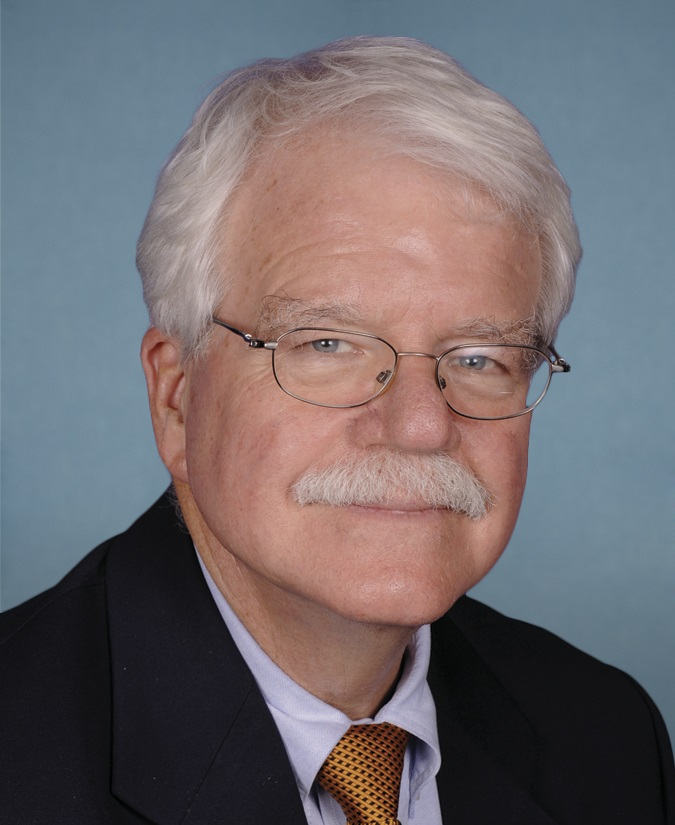
George Miller (2013)

George Miller (* 17. Mai 1945 in Richmond, Kalifornien) ist ein US-amerikanischer Rechtswissenschaftler und Politiker der Demokratischen Partei. Von 1975 bis 2015 war er Mitglied des US-Repräsentantenhauses für Kalifornien.

## Biografie
Nach dem Besuch des Diablo Valley College in Pleasant Hill studierte er an der San Francisco State University (SFSU) und erwarb dort 1968 einen Bachelor of Arts (A.B.). Ein anschließendes Postgraduiertenstudium der Rechtswissenschaften an der Law School der University of California, Davis (UC Davis) schloss er 1972 mit einem Juris Doctor (J.D.) ab. Im Anschluss war er als Rechtsanwalt tätig. Daneben war er bereits von 1969 bis 1974 Gesetzgebungsassistent des demokratischen Mehrheitsführers (Majority Leader) im Senat von Kalifornien.
1974 wurde er erstmals in das US-Repräsentantenhaus gewählt und vertrat dort nach 19 Wiederwahlen ab dem 3. Januar 1975 den siebten Kongresswahlbezirk Kaliforniens. Während seiner langjährigen Mitgliedschaft war er von 1983 bis 1991 Vorsitzender des Sonderausschusses für Kinder, Jugend und Familien (US House Select Committee on Children, Youth, and Families) sowie von 1991 bis 1995 Vorsitzender des Ausschusses für Natürliche Ressourcen (US House Committee on Natural Resources). 2007 wurde Miller Vorsitzender des Ausschusses für Bildung und Arbeit (US House Committee on Education and Labor). Nach einer neuerlichen Wiederwahl im Jahr 2012 vertrat er ab dem 3. Januar 2013 als Nachfolger von Jerry McNerney den elften Distrikt seines Staates. Im Jahr 2014 verzichtete er auf eine erneute Wiederwahl und schied somit am 3. Januar 2015 nach 40 Jahren aus dem Kongress aus.